# Осекино
Осекино — деревня в Калининском районе Тверской области России. Входит в состав Бурашевского сельского поселения.

## География
Деревня находится в юго-восточной части Тверской области, в зоне хвойно-широколиственных лесов, в пределах Верхневолжской низины (низменной равнины), на расстоянии примерно 10 километров (по прямой) к юго-востоку от Твери, административного центра области и района. Абсолютная высота — 198 метров над уровнем моря.

### Климат
Климат характеризуется как умеренно континентальный. Средняя температура воздуха самого холодного месяца (января) — −14,4 °C (абсолютный минимум — −50 °C), средняя температура самого тёплого (июля) — 23 °С (абсолютный максимум — 36 °С). Средняя продолжительность периода с устойчивыми морозами — 121 день. Вегетационный период длится около 170 дней. Годовое количество атмосферных осадков варьирует в пределах от 348 до 885 мм, из которых большая часть выпадает в тёплый период. Снежный покров держится в течение 125 дней.

### Часовой пояс
Деревня Осекино, как и вся Тверская область, находится в часовой зоне МСК (московское время). Смещение применяемого времени относительно UTC составляет +3:00.

## Население
| 2010 |
| ---- |
| 1    |